# Shuttle-Centaur
El Shuttle-Centaur fue una versión de la etapa superior Centaur diseñada para ser transportada dentro del transbordador espacial y utilizada para lanzar satélites a órbitas terrestres altas o sondas al espacio profundo. Se desarrollaron dos variantes: el Centaur G-Prime, planeado para lanzar las sondas robóticas Galileo y Ulysses hacia Júpiter, y el Centaur G, una versión más corta destinada a ser usada con los satélites Milstar del Departamento de Defensa de los Estados Unidos y la sonda Magellan hacia Venus. Esta potente etapa superior permitía transportar sondas más pesadas al espacio profundo y llegar a Júpiter más rápido, prolongando la vida operativa de las naves espaciales. Sin embargo, ninguna de las variantes llegó a volar en un transbordador. El proyecto contó con el apoyo de la Fuerza Aérea de los Estados Unidos (USAF, por sus siglas del inglés) y la Oficina Nacional de Reconocimiento, que afirmaban que sus satélites clasificados requerían la potencia del Centaur. La USAF acordó pagar la mitad de los costos de diseño y desarrollo del Centaur G, mientras que la Administración Nacional de Aeronáutica y del Espacio (NASA, por sus siglas del inglés) cubrió la otra mitad.
Ambas versiones se alojaban en el sistema de soporte integrado Centaur (CISS, por sus siglas en inglés), una estructura de aluminio reutilizable que gestionaba las comunicaciones entre el transbordador espacial y el Centaur. Todas las etapas Centaur liberaban periódicamente hidrógeno, que debía mantenerse por debajo de −252,8 grados Celsius (−423,0 °F) para evitar que hirviera. Se programaron dos misiones Shuttle-Centaur con ventanas de lanzamiento de una hora, separadas por seis días, lo que requería dos naves espaciales y plataformas de lanzamiento distintas. Los transbordadores espaciales Challenger y Atlantis fueron modificados para transportar el CISS. Los motores principales del transbordador espacial habrían operado al 109% de su potencia nominal. Las cargas útiles debían desplegarse el primer día en órbita, por lo que las misiones serían operadas por tripulaciones de cuatro personas, compuestas por astronautas con experiencia previa en el espacio y sin problemas de síndrome de adaptación espacial. El primer Centaur G-Prime salió de la fábrica de General Dynamics en Kearny Mesa, San Diego, el 13 de agosto de 1985.
A pocos meses de que el Shuttle-Centaur estuviera programado para volar, ocurrió el desastre del Challenger, y el proyecto fue cancelado. Las sondas Galileo y Ulysses finalmente se lanzaron usando la mucho menos potente Inertial Upper Stage (IUS) de combustible sólido, requiriendo Galileo múltiples asistencias gravitatorias de Venus y la Tierra para llegar a Júpiter. La USAF combinó una variante del Centaur G-Prime con su cohete Titan para crear el Titan IV, que realizó su primer vuelo en 1994. Durante los siguientes 18 años, el Titan IV y el Centaur G-Prime colocaron dieciocho satélites militares en órbita.

## Antecedentes

### Centaur
El Centaur es una etapa superior que utiliza hidrógeno líquido como combustible y oxígeno líquido como oxidante. Fue desarrollado por General Dynamics a finales de los años 1950 y principios de los 1960, y estaba propulsado por dos motores Pratt & Whitney RL10. Los cohetes que usan hidrógeno líquido como combustible pueden, teóricamente, levantar un 40% más de carga útil por kilogramo de peso al despegue que los cohetes que queman queroseno, pero los desafíos de usar hidrógeno líquido requirieron el desarrollo de nueva tecnología. El hidrógeno líquido es un combustible criogénico, lo que significa que se condensa a temperaturas extremadamente bajas y debe almacenarse por debajo de −252,8 grados Celsius (−423,0 °F) para evitar que hierva. Por lo tanto, se necesitaba aislamiento contra todas las fuentes de calor, incluyendo el escape del cohete, el oxígeno líquido relativamente cálido, el calentamiento aerodinámico y el calor radiante del Sol.

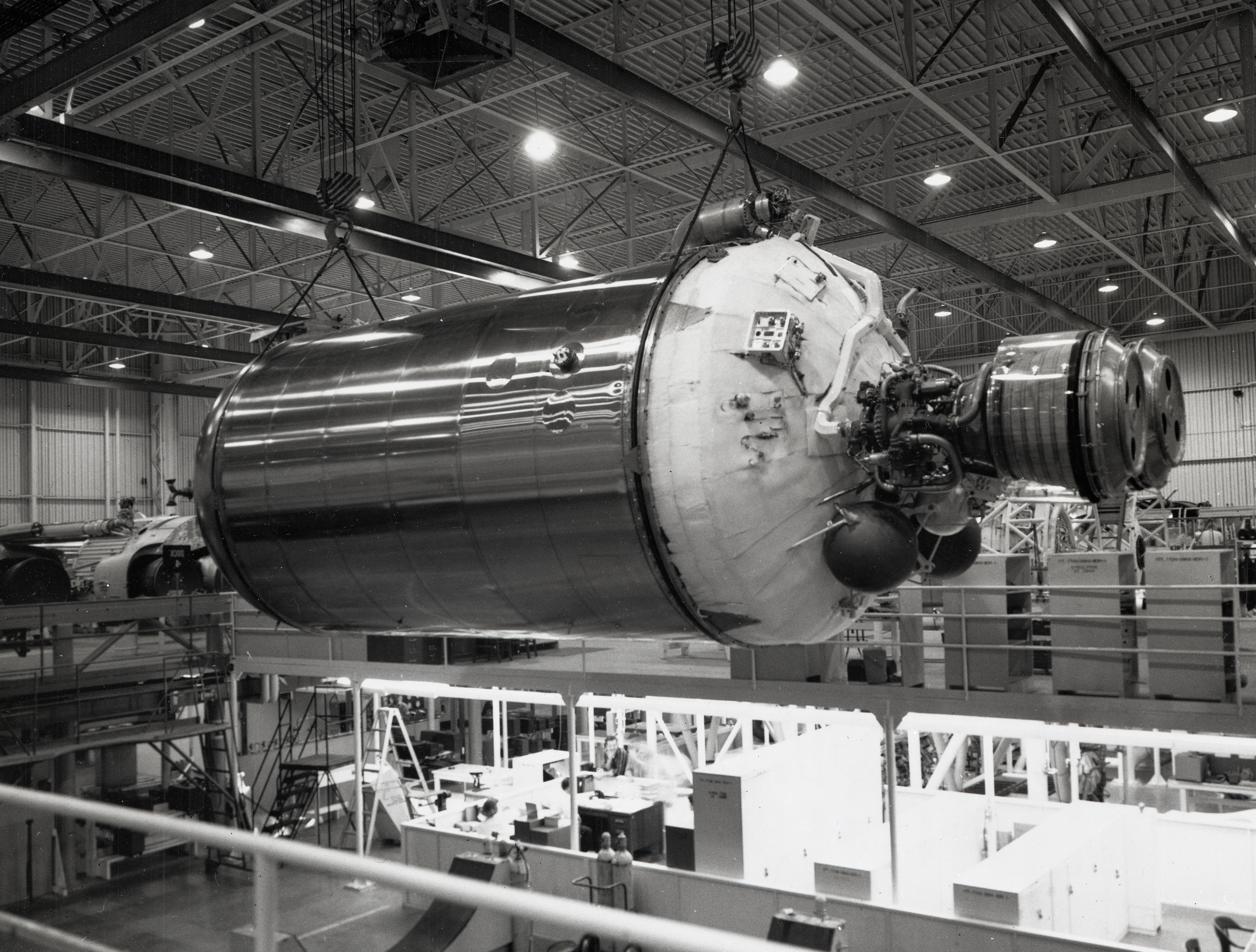
Una etapa Centaur durante su ensamblaje en General Dynamics en 1962. Su desarrollo fue pionero en el uso del hidrógeno líquido como combustible para cohetes.

El combustible podía perderse a través de agujeros microscópicos por los que solo el hidrógeno podía filtrarse, pero sellar el tanque de combustible creaba otro problema. Incluso con aislamiento, las fugas de calor podían elevar la temperatura y hacer hervir el hidrógeno; la presión en el tanque podía acumularse y romperlo a menos que se proporcionara una ventilación adecuada, pero una ventilación excesiva causaría la pérdida de grandes cantidades de combustible. Estos desafíos complicaron el desarrollo del Centaur con dificultades técnicas, como fugas de combustible a través de las soldaduras y la contracción de la mampara metálica al entrar en contacto repentino con las temperaturas criogénicas del hidrógeno líquido. Además, se complicó aún más por la explosión de un RL10 en un banco de pruebas de motores durante una demostración para oficiales de la Fuerza Aérea de los Estados Unidos (USAF) y la Administración Nacional de Aeronáutica y el Espacio (NASA).
La gestión del proyecto se transfirió del Centro Marshall de vuelos espaciales de la NASA en Huntsville, Alabama, al Centro de investigación Lewis en Ohio en octubre de 1962, y Abe Silverstein, un firme defensor del hidrógeno líquido, tomó el mando. Él insistió en un régimen de pruebas exhaustivo, que identificó problemas y sugirió soluciones. Los problemas técnicos del proyecto Centaur se superaron gradualmente. El diseño incluía características innovadoras para ahorrar peso, pioneras en la familia de cohetes Atlas: una carcasa de acero monocasco que mantenía su forma solo cuando estaba presurizada, tanques de hidrógeno y oxígeno separados por una mampara común, y sin refuerzos internos ni aislamiento alrededor de los tanques de propelente. La tecnología para manejar hidrógeno líquido en el Centaur también se utilizó en las etapas superiores S-II y S-IVB del cohete Saturn V, y más tarde en el tanque externo del transbordador espacial y los motores principales del transbordador espacial (SSME).
Durante las décadas de 1960 y 1970, el Centaur se utilizó como etapa superior en los vehículos de lanzamiento Atlas-Centaur, que ayudaron a lanzar siete misiones del programa Surveyor, cinco misiones del programa Mariner, y las sondas Pioneer 10 y 11. En los años 1970, el Centaur también se colocó sobre el refuerzo Titan III de la USAF para crear el vehículo de lanzamiento Titan IIIE, utilizado para lanzar las misiones Viking, Helios y Voyager. Para 1980, las etapas superiores Centaur habían volado 55 veces, fallando solo en dos ocasiones.

### Etapas superiores del transbordador espacial
La decisión de 1972 de desarrollar el transbordador espacial no auguraba bien para los proyectos de exploración del Sistema Solar con sondas robóticas, que estaban bajo un escrutinio cada vez mayor por parte de la administración de Nixon y un Congreso de los Estados Unidos más conscientes de los costos. El transbordador espacial nunca fue diseñado para operar más allá de la órbita terrestre baja, pero muchos satélites necesitaban estar más altos, especialmente los satélites de comunicaciones, para los cuales se preferían las órbitas geoestacionarias. El concepto original del transbordador espacial incluía un remolcador espacial tripulado, que sería lanzado por un Saturn V, usaría una estación espacial como base y sería atendido y reabastecido por el transbordador espacial. Los recortes presupuestarios llevaron a la decisión de terminar la producción del Saturn V en 1970 y abandonar los planes para construir una estación espacial. El remolcador espacial se convirtió en una etapa superior, para ser llevada al espacio por el transbordador espacial. Como medida de precaución contra más recortes o dificultades técnicas, la NASA también encargó estudios sobre etapas superiores reutilizables Agena y Centaur.
Con fondos limitados, la NASA buscó transferir proyectos relacionados con el transbordador espacial a otras organizaciones. El Administrador Adjunto de la NASA George Low se reunió con Malcolm R. Currie, el Director de Investigación e Ingeniería de Defensa, en septiembre de 1973, y llegaron a un acuerdo informal para que la USAF desarrollara una etapa superior provisional (IUS) para el transbordador espacial, que se usaría para lanzar satélites a órbitas más altas mientras se desarrollaba el remolcador espacial. Tras algunos debates, los oficiales del Pentágono acordaron comprometerse con el IUS el 11 de julio de 1974. El Secretario de Defensa, James R. Schlesinger, confirmó la decisión cuando se reunió con el Administrador de la NASA James C. Fletcher y Low cuatro días después. Se emitieron una serie de contratos de estudio, resultando en la decisión de que el IUS sería una etapa superior desechable de combustible sólido. Luego se lanzó una convocatoria de ofertas, y la competencia fue ganada por Boeing en agosto de 1976. El IUS fue renombrado como Inertial Upper Stage en diciembre de 1977. El Centro Marshall de vuelos espaciales fue designado como el centro líder para gestionar el trabajo del IUS.
En abril de 1978, la cotización para el desarrollo del IUS fue de $263 millones (equivalente a $965 millones en 2023), pero para diciembre de 1979 se renegoció a $430 millones (equivalente a $1456 millones en 2023). La principal desventaja del IUS era que no era lo suficientemente potente para lanzar una carga a Júpiter sin recurrir a maniobras de asistencia gravitatoria alrededor de otros planetas para ganar más velocidad, algo que la mayoría de los ingenieros consideraba poco elegante y que los científicos planetarios del Laboratorio de Propulsión a Reacción (JPL) de la NASA desaprobaban porque significaba que la misión tardaría meses o años más en llegar a Júpiter. El IUS se construyó de manera modular, con dos etapas: una grande con 21 400 libras (9706,9 kg) de propelente y una más pequeña con 6000 libras (2721,6 kg), suficiente para la mayoría de los satélites. También podía configurarse con dos etapas grandes para lanzar múltiples satélites. La USAF pidió a la NASA que desarrollara una configuración con tres etapas, dos grandes y una pequeña, que pudiera usarse para una misión planetaria como Galileo. La NASA contrató a Boeing para su desarrollo.

### Sondas de espacio profundo
El Congreso aprobó fondos para la Sonda Orbitadora de Júpiter el 12 de julio de 1977. Al año siguiente, la nave espacial fue renombrada Galileo en honor a Galileo Galilei, el astrónomo del siglo XVII que descubrió las cuatro lunas más grandes de Júpiter, ahora conocidas como las lunas galileanas. Durante principios de los años 1980, Galileo enfrentó dificultades técnicas y de financiación, y la Oficina de Administración y Presupuesto (OMB, por sus siglas del inglés) apuntó a la NASA para recortes presupuestarios. La intervención de la USAF salvó a Galileo de la cancelación. Estaba interesada en el desarrollo de naves espaciales autónomas como Galileo que pudieran tomar medidas evasivas frente a armas antisatélite, y en la forma en que el JPL diseñaba Galileo para resistir la intensa radiación de la magnetosfera de Júpiter, lo que tenía aplicaciones para sobrevivir a detonaciones nucleares cercanas. El proyecto Galileo apuntó a una ventana de lanzamiento en enero de 1982, cuando la alineación de los planetas sería favorable para usar Marte en una maniobra de asistencia gravitacional para llegar a Júpiter. Galileo sería la quinta nave espacial en visitar Júpiter, y la primera en orbitarlo, mientras que la sonda que llevaba sería la primera en entrar en su atmósfera. En diciembre de 1984, el gerente del proyecto Galileo John R. Casani propuso que Galileo realizara un sobrevuelo del asteroide 29 Amphitrite en ruta. Sería la primera vez que una misión espacial estadounidense visitaba un asteroide. El Administrador de la NASA James M. Beggs respaldó la propuesta como un objetivo secundario para Galileo.

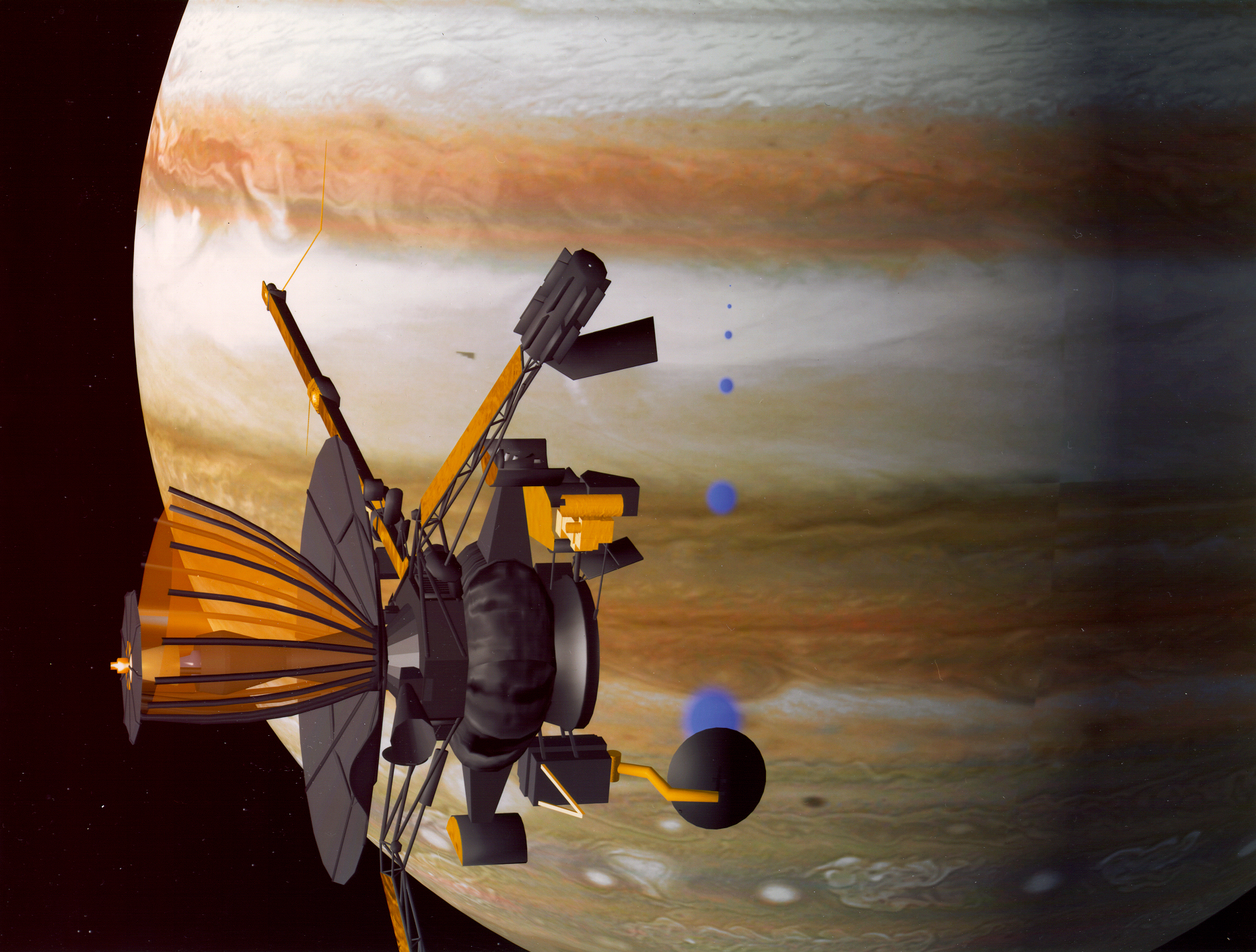
Impresión artística de la nave espacial Galileo en órbita alrededor de Júpiter.

Para mejorar la confiabilidad y reducir costos, los ingenieros del proyecto Galileo decidieron cambiar de una sonda de entrada atmosférica presurizada a una ventilada. Esto añadió 100 kilogramos (220,5 lb) a su peso, y otros 165 kilogramos (363,8 lb) se agregaron en cambios estructurales para mejorar la confiabilidad, todo lo cual requeriría combustible adicional en el IUS. Pero el IUS de tres etapas estaba él mismo excedido de peso, en aproximadamente 7000 libras (3175,1 kg) respecto a sus especificaciones de diseño. Levantar Galileo y el IUS requeriría el uso de la versión ligera especial del tanque externo del transbordador espacial, el orbitador del transbordador espacial despojado de todo equipo no esencial, y los SSME funcionando a plena potencia—109% de su nivel nominal. Esto necessitated el desarrollo de un sistema de enfriamiento de motores más elaborado. A finales de 1979, los retrasos en el programa del transbordador espacial empujaron la fecha de lanzamiento de Galileo a 1984, cuando los planetas ya no estarían alineados para que una asistencia gravitacional de Marte fuera suficiente para llegar a Júpiter.
Una alternativa al IUS era usar el Centaur como etapa superior con el transbordador espacial. El Shuttle-Centaur no requeriría ni el 109% de potencia de los SSME ni una maniobra de asistencia gravitacional para enviar los 4500 libras (2041,2 kg) a Júpiter. El Administrador Asociado de la NASA para Sistemas de Transporte Espacial, John Yardley, ordenó al Centro de Investigación Lewis determinar la viabilidad de integrar el Centaur con el transbordador espacial. Los ingenieros en Lewis concluyeron que era tanto factible como seguro. Una fuente dentro de la NASA informó al periodista de The Washington Post Thomas O'Toole que el costo de modificar el Centaur para que pudiera ser transportado en el transbordador espacial valdría la pena, ya que el beneficio de rendimiento del Centaur significaba que Galileo ya no estaría atado a una ventana de lanzamiento de 1982.
Una tercera posibilidad considerada fue lanzar Galileo usando una etapa superior Centaur sobre un Titan IIIE, pero esto habría requerido reconstruir el complejo de lanzamiento en el cabo Cañaveral, lo que habría añadido al menos $125 millones (equivalente a $423 millones en 2023) al costo del proyecto Galileo de $285 millones (equivalente a $965 millones en 2023). Beggs insistió en que los vehículos de lanzamiento desechables (ELVs) estaban obsoletos y que cualquier dinero gastado en ellos solo socavaría la rentabilidad del transbordador espacial. Además, el Titan había sido desarrollado por y era propiedad y estaba controlado por la USAF, y su uso significaría que la NASA tendría que trabajar estrechamente con la USAF, algo que la gerencia de la NASA esperaba evitar en lo posible. Aunque la NASA y la USAF colaboraban y dependían mutuamente hasta cierto punto, también eran rivales, y la NASA resistía los intentos del Departamento de Defensa de los Estados Unidos (DoD) de gestionar el programa espacial. El 13 de noviembre de 1981, el Presidente Ronald Reagan emitió la Directiva de Decisión de Seguridad Nacional Número 8, que ordenaba que el transbordador espacial sería el sistema de lanzamiento principal para todas las misiones gubernamentales civiles y militares, pero Edward C. Aldridge Jr., el Subsecretario de la Fuerza Aérea (y secretamente el Director de la Oficina Nacional de Reconocimiento) dudaba que la NASA pudiera cumplir con su objetivo de veinticuatro lanzamientos del transbordador espacial al año; pensaba que doce era más probable, y dado que solo los dos orbitadores más nuevos,  Discovery y  Atlantis, podían levantar sus cargas más grandes, podría no haber suficientes vuelos del transbordador espacial. Reagan fue persuadido para revisar su política y permitir una flota mixta de ELVs y transbordadores espaciales, y la USAF ordenó diez cohetes Titan IV en 1984. El historiador de la NASA T. A. Heppenheimer señaló retrospectivamente que «fue un error no ir con el Titan IIIE-Centaur», dados los retrasos y costos más altos que finalmente involucró el uso del transbordador, pero esto no era evidente en 1984.
Aunque Galileo era la única misión planetaria estadounidense programada, había otra misión en preparación: la Misión Solar Polar Internacional, que fue renombrada Ulysses en 1984. Originalmente concebida en 1977 como una misión de dos naves espaciales, con la NASA y la Agencia Espacial Europea (ESA) proporcionando cada una nave, la estadounidense fue cancelada en 1981, y la contribución de la NASA se limitó a la fuente de energía, el vehículo de lanzamiento y el seguimiento a través de la Red del Espacio Profundo de la NASA. El objetivo de la misión era obtener un conocimiento mejorado de la heliosfera colocando un satélite en una órbita polar alrededor del Sol. Dado que la órbita de la Tierra está inclinada solo 7.25 grados respecto al ecuador del Sol, los polos solares no pueden observarse desde la Tierra. Los científicos esperaban obtener una mayor comprensión del viento solar, el campo magnético interplanetario, los rayos cósmicos y el polvo cósmico. La sonda Ulysses tenía el mismo destino inicial que Galileo, ya que primero tendría que viajar a Júpiter y luego usar una maniobra de asistencia gravitacional para salir del plano de la eclíptica y entrar en una órbita polar solar.
Otra misión para el Shuttle-Centaur surgió posteriormente en forma del Mapeador de Radar de Venus, más tarde renombrado Magellan. La primera reunión del panel de integración de la misión para esta sonda se llevó a cabo en el Centro de Investigación Lewis el 8 de noviembre de 1983. Se consideraron varias etapas superiores del transbordador espacial, incluyendo el Orbital Sciences Corporation Transfer Orbit Stage (TOS), el Astrotech Corporation Delta Transfer Stage, y el Boeing IUS, pero la reunión eligió al Centaur como la mejor opción. Magellan estaba tentativamente programado para su lanzamiento en abril de 1988. La USAF adoptó el Shuttle-Centaur en 1984 para el lanzamiento de sus satélites Milstar. Estos satélites de comunicaciones militares estaban protegidos contra interceptación, interferencias y ataques nucleares. Las conversaciones telefónicas con General Dynamics sobre el proyecto debían realizarse a través de líneas seguras. Tener a la USAF a bordo salvó al proyecto de la cancelación, pero la USAF solicitó cambios de diseño y mejoras de rendimiento. Uno de esos cambios fue permitir que el Milstar tuviera una conexión directa con el Centaur que se separaría usando pernos explosivos, lo que requería más pruebas para determinar el efecto del choque resultante.

## Decisión de uso
El Administrador de la NASA Robert A. Frosch afirmó en noviembre de 1979 que no estaba a favor de usar el Centaur, pero el Centaur encontró un defensor en el congresista Edward P. Boland, quien consideraba que el IUS era demasiado débil para misiones de espacio profundo, aunque no se oponía a su desarrollo para otros fines. Estaba impresionado por la capacidad del Centaur para poner a Galileo en órbita alrededor de Júpiter en solo dos años de vuelo y veía aplicaciones militares potenciales también. Presidía el Comité de Inteligencia de la Cámara y el Subcomité de Apropiaciones de Agencias Independientes de la Comité de Apropiaciones de la Cámara, e hizo que el Comité de Apropiaciones instruyera a la NASA a usar el Centaur si los problemas de peso con Galileo provocaban un nuevo aplazamiento. Las órdenes de un comité del Congreso no tenían fuerza legal, por lo que la NASA era libre de ignorarlas. Al comparecer ante el Senado, Frosch fue evasivo, diciendo solo que la NASA tenía el asunto bajo consideración.

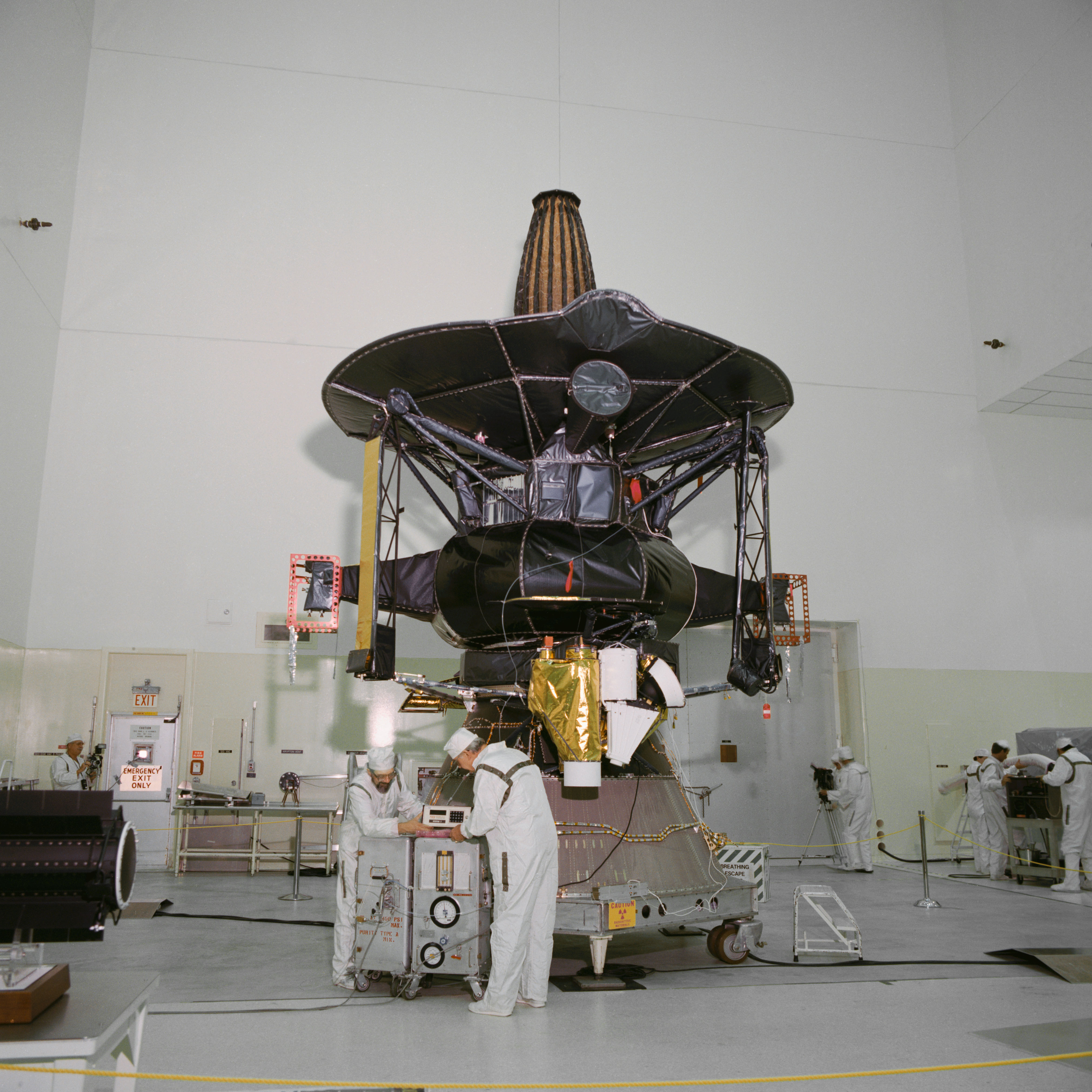
Nave espacial Galileo en la Instalación de Ensamblaje y Encapsulamiento de Naves Espaciales 2 del Centro Espacial Kennedy (KSC) en 1989.

La NASA decidió dividir Galileo en dos naves espaciales separadas: una sonda atmosférica y un orbitador de Júpiter, lanzando el orbitador en febrero de 1984 y la sonda un mes después. El orbitador estaría en órbita alrededor de Júpiter cuando llegara la sonda, permitiéndole actuar como relé. Separar las dos naves espaciales se estimó que costaría otros $50 millones (equivalente a $169 millones en 2023). La NASA esperaba recuperar parte de esto mediante licitaciones competitivas separadas para las dos. Pero mientras la sonda atmosférica era lo suficientemente ligera para lanzarse con el IUS de dos etapas, el orbitador de Júpiter era demasiado pesado para hacerlo, incluso con una asistencia gravitacional alrededor de Marte, por lo que aún se requería el IUS de tres etapas.
Para finales de 1980, el costo estimado del desarrollo del IUS de dos etapas había subido a $506 millones (equivalente a $1571 millones en 2023). La USAF podía absorber este sobrecosto (y de hecho había anticipado que podría costar mucho más), pero la NASA enfrentaba una cotización de $179 millones (equivalente a $508 millones en 2023) para el desarrollo de la versión de tres etapas, lo que era $100 millones (equivalente a $284 millones en 2023) más de lo que había presupuestado. En una conferencia de prensa el 15 de enero de 1981, Frosch anunció que la NASA retiraba su apoyo al IUS de tres etapas y optaba por el Centaur porque «no hay otra etapa superior alternativa disponible en un cronograma razonable o con costos comparables.»
El Centaur ofrecía ventajas importantes sobre el IUS. La principal era que era mucho más potente. La sonda y el orbitador de Galileo podían recombinarse y la sonda podía ser entregada directamente a Júpiter en dos años de vuelo. Tiempos de viaje más largos significaban que los componentes envejecerían y la fuente de energía y el propelente a bordo se agotarían. Los generadores termoeléctricos de radioisótopos (RTG) en Ulysses y Galileo producían unos 570 vatios al lanzamiento, que disminuían a una tasa de 0.6 vatios por mes. Algunas opciones de asistencia gravitacional también implicaban volar más cerca del Sol, lo que induciría tensiones térmicas.
Otra ventaja que tenía el Centaur sobre el IUS era que, aunque más potente, generaba su empuje más lentamente, minimizando así el tirón y la posibilidad de daño a la carga útil. Además, a diferencia de los cohetes de combustible sólido, que se quemaban hasta agotarse una vez encendidos, los motores de combustible líquido del Centaur podían apagarse y reiniciarse. Esto le daba al Centaur flexibilidad en forma de correcciones de curso a mitad de camino y perfiles de vuelo de múltiples encendidos, lo que aumentaba las posibilidades de una misión exitosa. Finalmente, el Centaur era probado y confiable. La única preocupación era sobre la seguridad; los cohetes de combustible sólido se consideraban mucho más seguros que los de combustible líquido, especialmente los que contenían hidrógeno líquido. Los ingenieros de la NASA estimaron que las características de seguridad adicionales podrían tomar hasta cinco años en desarrollarse y costar hasta $100 millones (equivalente a $284 millones en 2023).
El IUS realizó su primer vuelo sobre un Titan 34D en octubre de 1982, cuando colocó dos satélites militares en órbita geosíncrona. Luego se usó en una misión del transbordador espacial, STS-6 en abril de 1983, para desplegar el primer satélite de seguimiento y retransmisión de datos (TDRS-1), pero la boquilla del IUS cambió su posición en un grado, resultando en que el satélite fuera colocado en una órbita incorrecta. Tomó dos años determinar qué había salido mal y cómo evitar que volviera a ocurrir.

## Aprobación del Congreso
La decisión de optar por el Centaur agradó a los científicos planetarios y fue bien recibida por la industria de las comunicaciones, porque significaba que se podían colocar satélites más grandes en órbitas geoestacionarias, mientras que el transbordador y el IUS estaban limitados a cargas útiles de 3000 kilogramos (6613,9 lb). La sede de la NASA apreció el Shuttle-Centaur como una respuesta a la familia de cohetes Ariane de la ESA; para 1986, se esperaba que las nuevas versiones del Ariane en desarrollo pudieran levantar cargas más pesadas que 3 kilogramos (6,6 lb) a órbitas geoestacionarias, excluyendo a la NASA de un segmento lucrativo del negocio de lanzamiento de satélites. La USAF, aunque decepcionada con la decisión de la NASA de abandonar el IUS de tres etapas, preveía una necesidad de que los satélites de la USAF llevaran más propelente que antes para realizar maniobras de evasión contra armas antisatélite.
Dos grupos, en particular, estaban descontentos con la decisión: Boeing y el Centro de Vuelo Espacial Marshall. Otras empresas aeroespaciales estaban decepcionadas de que la NASA hubiera decidido adaptar la etapa superior Centaur existente en lugar de desarrollar una nueva etapa superior de alta energía (HEUS) o el vehículo de transferencia orbital (OTV), como se llamaba ahora al remolcador espacial. La OMB no se oponía al Centaur por motivos técnicos, pero era un gasto discrecional y en la atmósfera de recorte presupuestario de 1981, uno que la OMB sentía que podía eliminarse para el presupuesto del año fiscal 1983, que se presentó al Congreso en febrero de 1982. Galileo fue reconfigurado para un lanzamiento en 1985 usando el IUS de dos etapas, lo que tomaría cuatro años para llegar a Júpiter y reduciría a la mitad el número de lunas visitadas cuando llegara allí.
El senador Harrison Schmitt, presidente del Subcomité de Ciencia, Tecnología y Espacio del Senado, y exastronauta que había caminado en la Luna en Apollo 17, se opuso a la decisión de la OMB, al igual que los Comités de Apropiaciones de la Cámara y el Senado. El apoyo vino del presidente del Subcomité de Ciencia, Tecnología y Espacio de la Cámara, el congresista Ronnie G. Flippo, cuyo distrito en Alabama abarcaba el Centro de Vuelo Espacial Marshall. En julio de 1982, los proponentes del Centaur añadieron $140 millones (equivalente a $374 millones en 2023) a la Ley de Apropiaciones Suplementarias de Emergencia, que fue firmada como ley por Reagan el 18 de julio de 1982. Además de asignar los fondos, ordenó a la NASA y a Boeing que cesaran el trabajo en el IUS de dos etapas para Galileo.
Flippo luchó contra esta decisión. Argumentó que el Centaur era demasiado caro, ya que costaba $140 millones en el año actual con el proyecto Shuttle-Centaur estimado en alrededor de $634 millones (equivalente a $1694 millones en 2023); que era de uso limitado, ya que solo se requería para dos misiones de espacio profundo; y que era un ejemplo principal de adquisición defectuosa, porque un contrato importante se estaba otorgando a General Dynamics sin ningún tipo de proceso de licitación. Consiguió el apoyo del congresista Don Fuqua, presidente del Comité de Ciencia, Espacio y Tecnología de la Cámara. El Centaur fue defendido por el congresista Bill Lowery, cuyo distrito de San Diego incluía a General Dynamics.
El 15 de septiembre, Flippo propuso una enmienda al proyecto de ley de apropiaciones de la NASA de 1983 que habría prohibido más trabajo en el Centaur, pero su posición fue debilitada por Aldridge y Beggs, quienes argumentaron que los primeros vuelos del transbordador espacial mostraban que los satélites clasificados del Departamento de Defensa requerirían más blindaje, lo que añadiría más peso y, por lo tanto, requeriría la potencia del Centaur. Aldridge y Beggs anunciaron que pronto concluirían un acuerdo para el desarrollo conjunto del Shuttle-Centaur. La enmienda de Flippo fue derrotada por una votación de 316 a 77, despejando el camino para el proyecto Shuttle-Centaur.

## Diseño

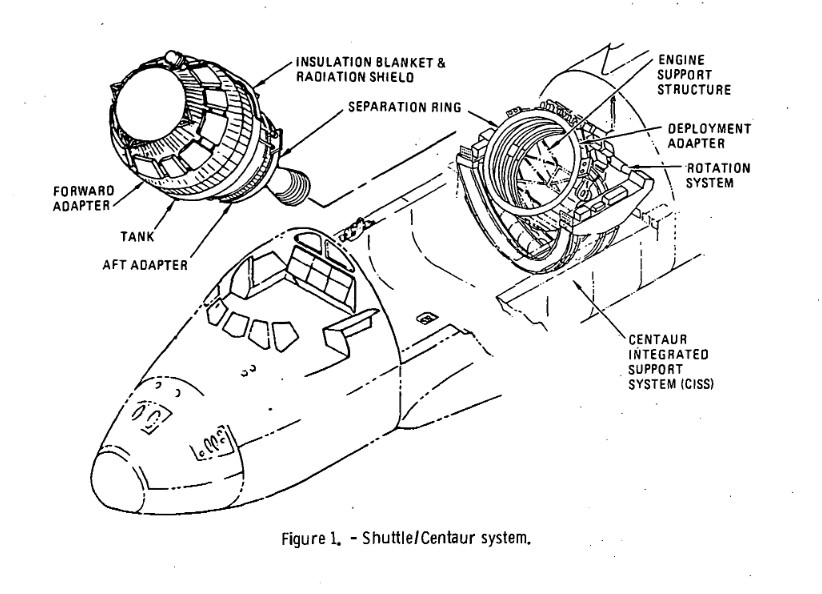
Sistema del Shuttle-Centaur.

El 30 de agosto de 1982, se llevó a cabo una reunión de representantes de los centros de la NASA y contratistas del Centaur en General Dynamics en San Diego para discutir los requisitos del proyecto. La principal restricción era que tanto el satélite como la etapa superior Centaur debían caber dentro de la bahía de carga del transbordador espacial, que podía acomodar cargas de hasta 18,3 metros (60,0 pies) de largo y 4,6 metros (15,1 pies) de ancho. Cuanto más largo fuera el Centaur, menos espacio habría para la carga útil y viceversa.
De esto surgieron dos nuevas versiones del Centaur: Centaur G y Centaur G-Prime. El Centaur G estaba destinado a misiones de la USAF, específicamente para colocar satélites en órbitas geoestacionarias, y los $269 millones (equivalente a $719 millones en 2023) para diseñarlo y desarrollarlo se dividieron al 50% con la USAF. Medía 6,1 metros (20,0 pies) de largo, permitiendo grandes cargas útiles de la USAF de hasta 12,2 metros (13,3 yd) de largo. Su peso seco era de 6750 libras (3061,7 kg) y pesaba 37 319 libras (16 927,6 kg) completamente cargado. El Centaur G-Prime estaba destinado a misiones de espacio profundo y medía 9 metros (9,8 yd) de largo, lo que le permitía llevar más propelente, pero restringía la longitud de la carga útil a 9,3 metros (10,2 yd). El peso seco del Centaur G-Prime era de 6088 libras (2761,5 kg), y pesaba 50 270 libras (22 802,1 kg) completamente cargado.
Las dos versiones eran muy similares, compartiendo el 80% de sus componentes. La etapa Centaur G-Prime tenía dos motores RL10-3-3A, cada uno con un empuje de 73 400 newtons (16 501 lbf), y un impulso específico de 446.4 segundos, con una relación de combustible de 5:1. La etapa Centaur G tenía dos motores RL10-3-3B, cada uno con un empuje de 66 700 newtons (14 994,8 lbf), y un impulso específico de 440.4 segundos, con una relación de combustible de 6:1. Los motores eran capaces de múltiples reinicios después de largos períodos de deriva en el espacio y tenían un sistema de actuación de cardán hidráulico alimentado por la turbobomba.

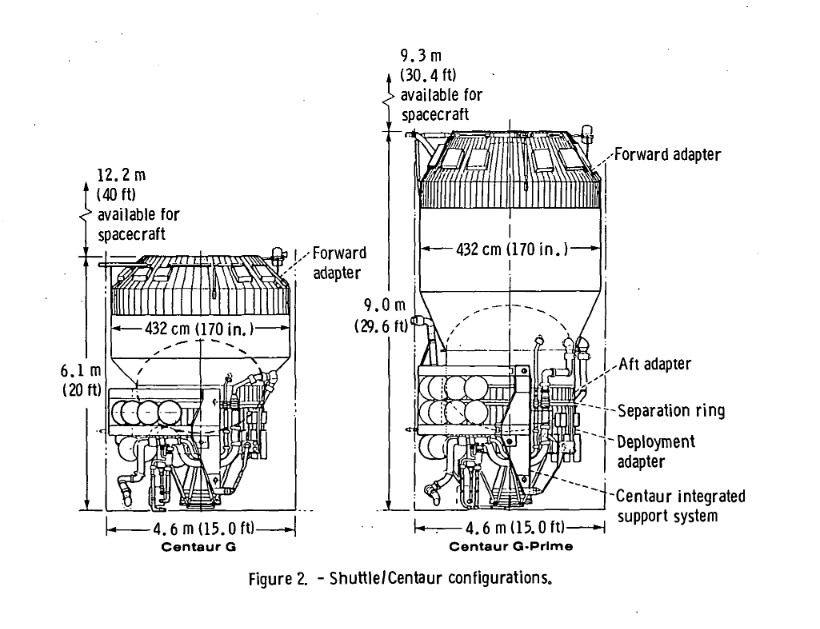
Configuraciones del Centaur G y G-Prime.

La aviónica del Centaur G y G-Prime era la misma que la del Centaur estándar y aún estaba montada en el módulo de equipo delantero. Utilizaban una Unidad de Computadora Digital Teledyne de 24 bits con 16 kilobytes de RAM para controlar la guía y la navegación. Todavía usaban el mismo tanque de acero presurizado, pero con más aislamiento, incluyendo una manta de espuma de dos capas sobre la mampara delantera y un escudo de radiación de tres capas. Otros cambios incluían nuevos adaptadores delantero y trasero de adaptadores; un nuevo sistema de llenado, drenaje y vaciado de propelente; y un transmisor de banda S y sistema de RF compatible con el sistema TDRS. Se puso un esfuerzo considerable en hacer al Centaur seguro, con componentes redundantes para superar fallos y un sistema de drenaje, vaciado y ventilación de propelente para que los propelentes pudieran ser descargados en caso de emergencia.
Ambas versiones estaban alojadas en el sistema de soporte integrado Centaur (CISS), una estructura de aluminio de 4,6 metros (15,1 pies) que manejaba las comunicaciones entre el transbordador espacial y la etapa superior Centaur. Ayudaba a mantener al mínimo el número de modificaciones al transbordador espacial. Cuando se abrían las puertas de carga, el CISS pivotaba 45 grados a una posición lista para lanzar el Centaur. Después de veinte minutos, el Centaur sería lanzado por un conjunto de doce resortes helicoidales con una carrera de 10,2 centímetros (4 plg) conocida como el anillo de separación Super*Zip. La etapa superior Centaur entonces derivaría a una velocidad de 0,3 metros por segundo (1 pies/s) durante 45 minutos antes de iniciar su combustión principal a una distancia segura del transbordador espacial. Para la mayoría de las misiones, solo se requería una sola combustión. Una vez completada la combustión, la nave espacial se separaría de la etapa superior Centaur, que aún podía maniobrar para evitar golpear la nave espacial.

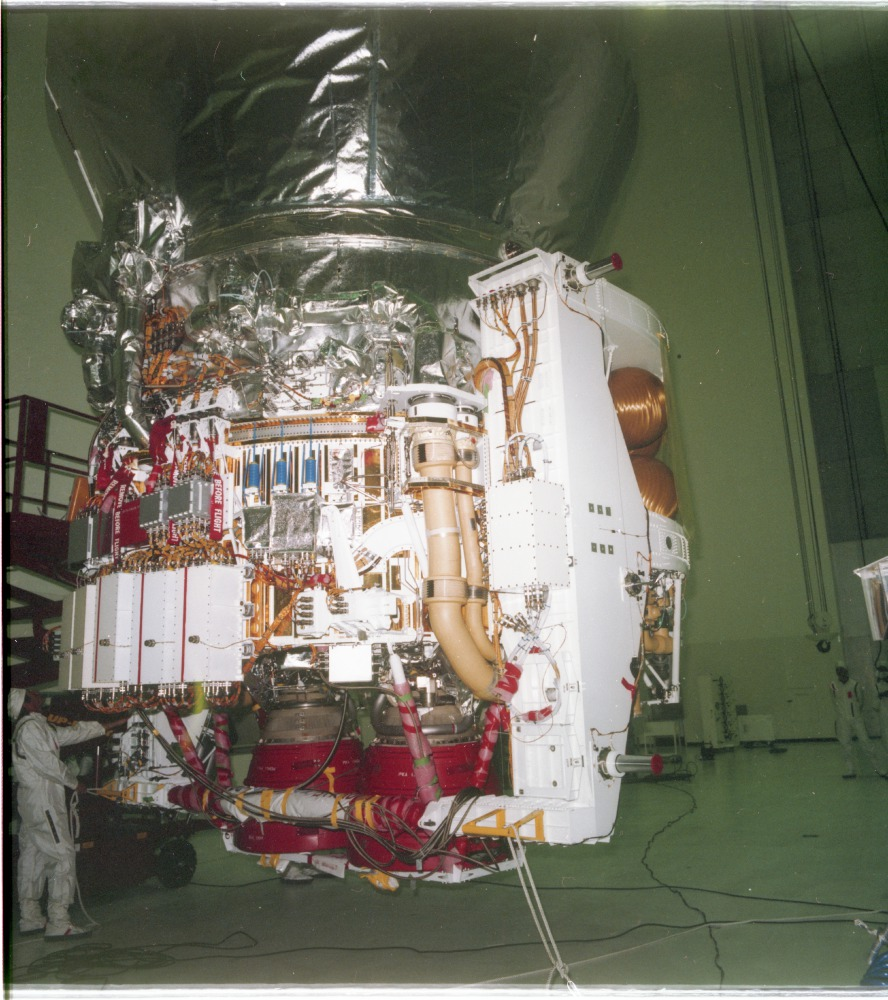
Centaur G-Prime en el CISS (derecha).

Todas las conexiones eléctricas entre el Orbitador y el Centaur se enrutaban a través del CISS. La energía eléctrica para el Centaur era proporcionada por una batería de plata-zinc de 150 amperios/hora (540.000 C). La energía para el CISS era proporcionada por dos baterías de 375 amperios/hora (1.350.000 C). Dado que el CISS también estaba conectado al Orbitador, esto proporcionaba redundancia ante dos fallos. El CISS del Centaur G pesaba 6497 libras (2947,0 kg) y el del Centaur G-Prime 6528 libras (2961,0 kg). El CISS era completamente reutilizable para diez vuelos y sería devuelto a la Tierra. Los transbordadores espaciales  Challenger y  Atlantis fueron modificados para transportar el CISS. Estos cambios incluían tuberías adicionales para cargar y ventilar los propelentes criogénicos del Centaur, y controles en la cubierta de vuelo trasera para cargar y monitorear la etapa superior Centaur.
Para junio de 1981, el Centro de Investigación Lewis había otorgado cuatro contratos para el Centaur G-Prime por un total de $7,483,000 (equivalente a $20 millones en 2023): General Dynamics desarrollaría los cohetes Centaur; Teledyne, la computadora y los multiplexores; Honeywell, los sistemas de guía y navegación; y Pratt & Whitney, los cuatro motores RL10A-3-3A.

## Gestión
Christopher C. Kraft Jr., William R. Lucas, y Richard G. Smith, directores del Centro Espacial Johnson, el Centro de Vuelo Espacial Marshall y el Centro Espacial Kennedy respectivamente, no estaban de acuerdo con la decisión de la sede de la NASA de asignar el Shuttle-Centaur al Centro de Investigación Lewis. En una carta de enero de 1981 a Alan M. Lovelace, el Administrador Interino de la NASA, argumentaron que la gestión del proyecto Shuttle-Centaur debería asignarse al Centro de Vuelo Espacial Marshall, que tenía alguna experiencia con propelentes criogénicos y más experiencia con el transbordador espacial, que los tres directores consideraban un sistema complejo que solo sus centros entendían.
Los ingenieros del Centro de Investigación Lewis veían las cosas de manera diferente. El director del Centro de Investigación Lewis, John F. McCarthy Jr., escribió a Lovelace en marzo y explicó las razones por las que el Centro de Investigación Lewis era la mejor opción: había liderado el proyecto para evaluar la viabilidad de acoplar el transbordador espacial con el Centaur; tenía más experiencia con el Centaur que cualquier otro centro de la NASA; había desarrollado el Centaur; gestionó el proyecto Titan-Centaur en el que el Centaur se acopló con el refuerzo Titan III; tenía experiencia con sondas espaciales a través de los proyectos Surveyor, Viking y Voyager; y contaba con una fuerza laboral altamente calificada donde el ingeniero promedio tenía trece años de experiencia. En mayo de 1981, Lovelace informó a Lucas de su decisión de que el Centro de Investigación Lewis gestionara el proyecto. En noviembre de 1982, Andrew Stofan, director del Centro de Investigación Lewis, y Lew Allen, director del JPL, firmaron un Memorando de Acuerdo sobre el proyecto Galileo; el JPL era responsable del diseño y la gestión de la misión, y el Centro de Investigación Lewis de integrar la nave espacial Galileo con el Centaur y el transbordador espacial.

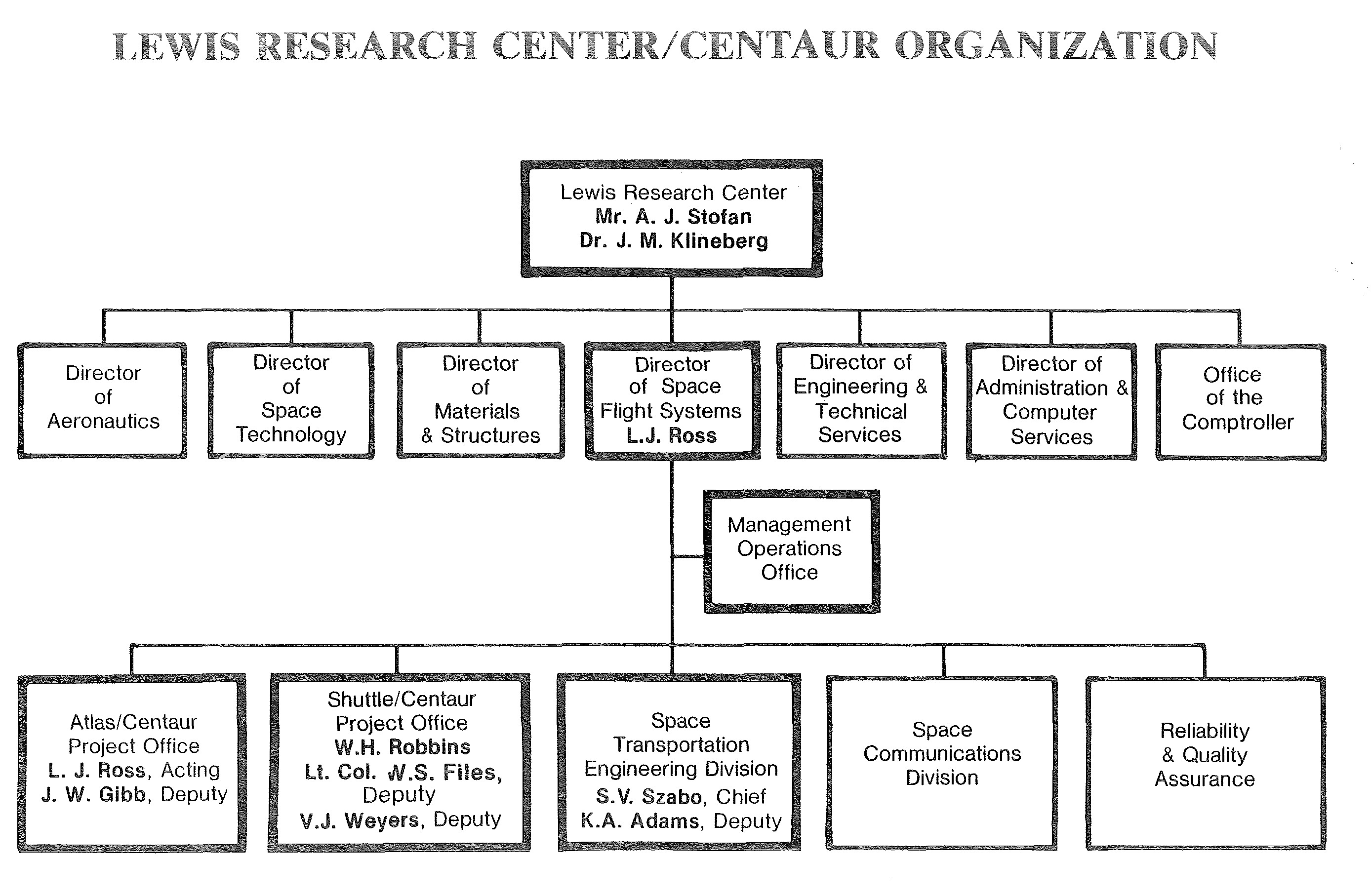
Organización del proyecto Shuttle-Centaur.

El futuro del Centro de Investigación Lewis era incierto en los años 1970 y principios de los 1980. La cancelación del motor de cohete nuclear NERVA había causado una ronda de despidos en los 1970, y muchos de los ingenieros más experimentados habían optado por jubilarse. Entre 1971 y 1981, el número de empleados cayó de 4,200 a 2,690. En 1982, el personal se enteró de que la administración Reagan estaba considerando cerrar el centro, y montaron una vigorosa campaña para salvarlo. El personal formó un comité para salvar el centro y comenzó a hacer lobby en el Congreso. El comité enlistó al senador de Ohio John Glenn y a los representantes Mary Rose Oakar, Howard Metzenbaum, Donald J. Pease, y Louis Stokes en sus esfuerzos para persuadir al Congreso de mantener el centro abierto.
McCarthy se retiró en julio de 1982, y Andrew Stofan se convirtió en el director del Centro de Investigación Lewis. Era un administrador asociado en la sede de la NASA, cuya participación con el Centaur databa de 1962 y quien había encabezado las Oficinas Atlas-Centaur y Titan-Centaur en los 1970. Bajo Stofan, el presupuesto del Centro de Investigación Lewis pasó de $133 millones en 1979 (equivalente a $450 millones en 2023) a $188 millones en 1985 (equivalente a $542 millones en 2023). Esto permitió un aumento de personal por primera vez en 20 años, contratando a 190 nuevos ingenieros. En el proceso, el Centro de Investigación Lewis se alejó de la investigación fundamental y se involucró en la gestión de proyectos importantes como el Shuttle-Centaur.
William H. Robbins fue nombrado jefe de la Oficina del Proyecto Shuttle-Centaur en el Centro de Investigación Lewis en julio de 1983. La mayor parte de su experiencia era con NERVA, y esta era su primera experiencia con el Centaur, pero era un gerente de proyectos experimentado. Maneló la administración y los arreglos financieros del proyecto. Vernon Weyers fue su deputy. El Mayor de la USAF William Files también se convirtió en un gerente de proyecto deputy. Trajo consigo a seis oficiales de la USAF que asumieron roles clave en la Oficina del Proyecto. Marty Winkler encabezó el programa Shuttle-Centaur en General Dynamics. Steven V. Szabo, quien había trabajado en el Centaur desde 1963, era jefe de la División de Ingeniería de Transporte Espacial del Centro de Investigación Lewis, responsable del lado técnico de las actividades relacionadas con la integración del transbordador espacial y el Centaur, que incluía los sistemas de propulsión, presurización, estructurales, eléctricos, de guía, control y telemetría. Edwin Muckley estaba a cargo de la Oficina de Integración de Misiones, que era responsable de las cargas útiles. Frank Spurlock gestionaba el diseño de la trayectoria de la misión, y Joe Nieberding tomó el mando del grupo Shuttle-Centaur dentro de la División de Ingeniería de Transporte Espacial. Spurlock y Nieberding contrataron a muchos ingenieros jóvenes, dando al proyecto Shuttle-Centaur una mezcla de juventud y experiencia.

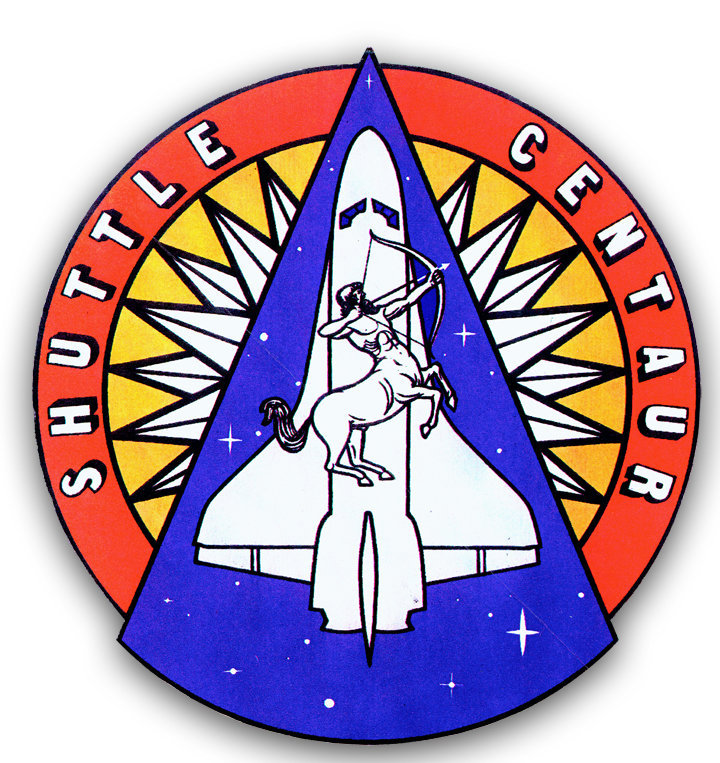
Logotipo del proyecto Shuttle-Centaur.

El Proyecto Shuttle-Centaur tenía que estar listo para lanzar en mayo de 1986, lo que estaba a solo tres años de distancia. El costo de un retraso se estimó en $50 millones (equivalente a $118 millones en 2023). No cumplir con la fecha límite significaba esperar otro año hasta que los planetas estuvieran correctamente alineados nuevamente. El proyecto adoptó un logotipo de misión que representaba a un centauro mítico emergiendo del transbordador espacial y disparando una flecha hacia las estrellas. Larry Ross, el director de Sistemas de Vuelo Espacial en el Centro de Investigación Lewis, hizo que el logotipo se imprimiera en papelería del proyecto y recuerdos como posavasos y botones de campaña. Se produjo un calendario especial del proyecto Shuttle-Centaur, con 28 meses, cubriendo de enero de 1984 a abril de 1986. La portada lucía el logotipo, con el lema del proyecto, tomado de la película Rocky III: «¡Ve por ello!»
Cuando se trataba de integrar el Centaur con el transbordador espacial, había dos enfoques posibles: como un elemento o como una carga útil. Los elementos eran componentes del transbordador espacial como el tanque externo y los aceleradores de cohete sólido; mientras que una carga útil era algo que se llevaba al espacio como un satélite. El Memorando de Acuerdo de 1981 entre el Centro Espacial Johnson y el Centro de Investigación Lewis definía al Centaur como un elemento. Los ingenieros en el Centro de Investigación Lewis inicialmente preferían que se declarara una carga útil, porque el tiempo era corto y esto minimizaba la cantidad de interferencia en su trabajo por parte del Centro Espacial Johnson. El Centaur fue declarado carga útil en 1983, pero las desventajas pronto se hicieron evidentes. El estatus de carga útil fue originalmente concebido para piezas de carga inertes. Cumplir con los requisitos de este estatus resultó en una serie de exenciones de seguridad. La dificultad del cumplimiento se vio agravada por el Centro Espacial Johnson, que añadió más para el Centaur. Ambos centros querían hacer al Centaur lo más seguro posible, pero diferían sobre qué soluciones de compromiso eran aceptables.

## Preparativos

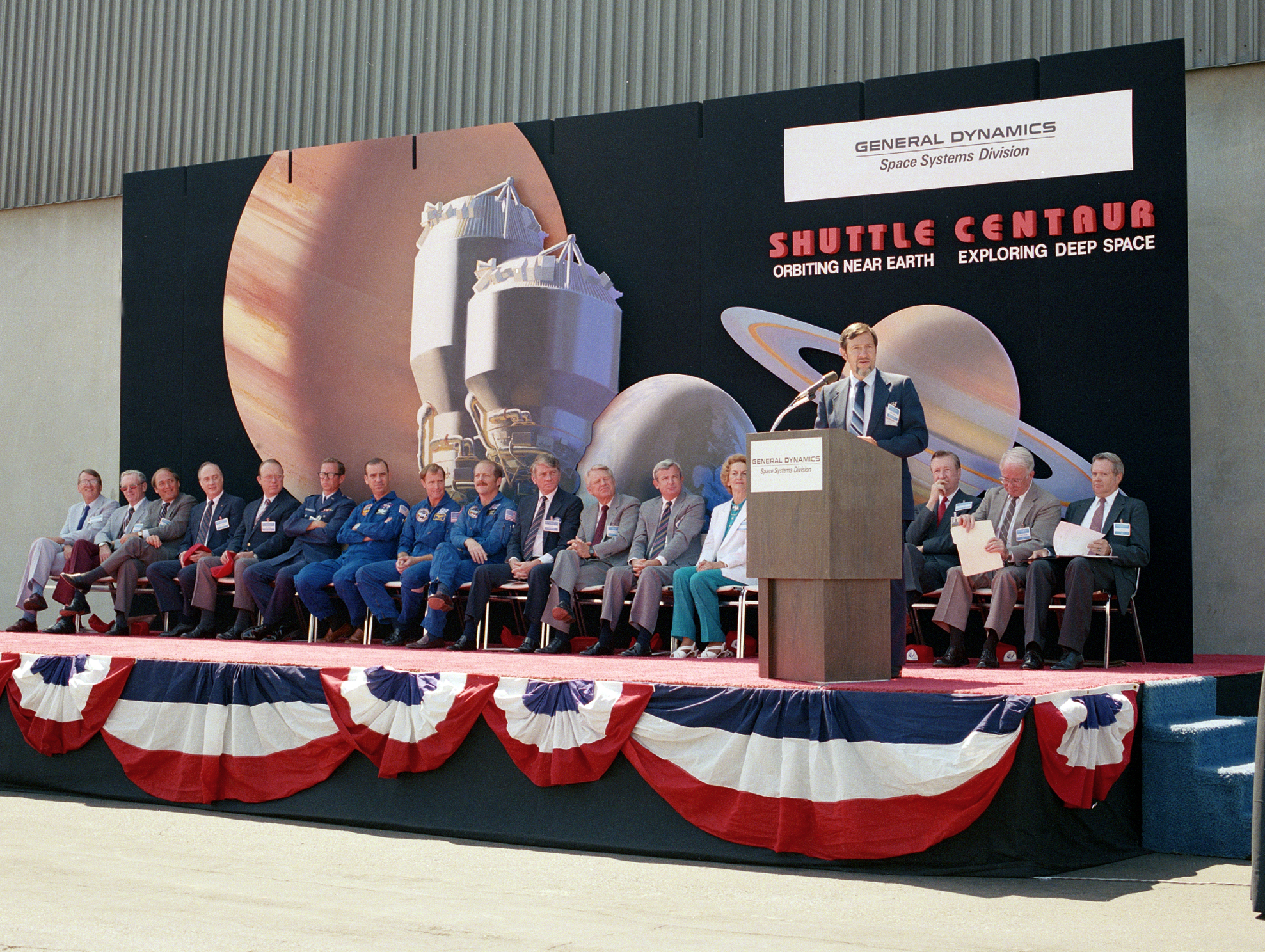
El director del Centro de Investigación Lewis de la NASA Andrew J. Stofan se dirige a la multitud en General Dynamics en San Diego en la ceremonia de presentación del SC-1.

Se programaron dos misiones Shuttle-Centaur: STS-61-F para Ulysses en el transbordador espacial Challenger para el 15 de mayo de 1986, y STS-61-G para Galileo en el transbordador espacial Atlantis para el 20 de mayo. Las tripulaciones fueron asignadas en mayo de 1985: STS-61-F sería comandada por Frederick Hauck, con Roy D. Bridges Jr. como piloto y los especialistas de misión John M. Lounge y David C. Hilmers; STS-61-G sería comandada por David M. Walker, con Ronald J. Grabe como piloto y James van Hoften y John M. Fabian, quien fue reemplazado por Norman Thagard en septiembre, como especialistas de misión. Además de ser el comandante de STS-61-F, Hauck era el oficial del proyecto Shuttle-Centaur en la Oficina de Astronautas. Él y Walker asistieron a reuniones clave de gestión senior del proyecto, lo cual era inusual para astronautas.
Las tripulaciones de cuatro personas serían las más pequeñas desde STS-6 en abril de 1983, y volarían a una órbita baja de 170 kilómetros (105,6 mi), que era la más alta que el transbordador espacial podía alcanzar con un Centaur completamente cargado a bordo. El Centaur ventilaría periódicamente hidrógeno hirviendo para mantener la presión interna adecuada. La alta tasa de evaporación del hidrógeno del Centaur significaba que desplegarlo lo antes posible era esencial para asegurar que tuviera suficiente combustible. Los despliegues de carga útil normalmente no se programaban para el primer día para permitir tiempo a los astronautas que sufrían de síndrome de adaptación espacial para recuperarse. Para evitar esto y permitir un intento de despliegue tan pronto como siete horas después del lanzamiento, ambas tripulaciones estaban completamente compuestas por astronautas que ya habían volado al espacio al menos una vez antes y se sabía que no sufrían de ello.
Los dos lanzamientos tendrían solo una ventana de lanzamiento de una hora y habría solo cinco días entre ellos. Debido a esto, se usarían dos plataformas de lanzamiento: Complejo de Lanzamiento 39A para STS-61-G y Atlantis y Complejo de Lanzamiento 39B para STS-61-F y Challenger. Este último había sido recientemente renovado para manejar el transbordador espacial. El primer Centaur G-Prime, SC-1, salió de la fábrica de General Dynamics en Kearny Mesa, San Diego, el 13 de agosto de 1985. Se tocó la música del tema de Star Wars, una multitud de 300 personas, en su mayoría empleados de General Dynamics, estuvo presente, al igual que los astronautas Fabian, Walker y Hauck, y se dieron discursos por dignatarios.

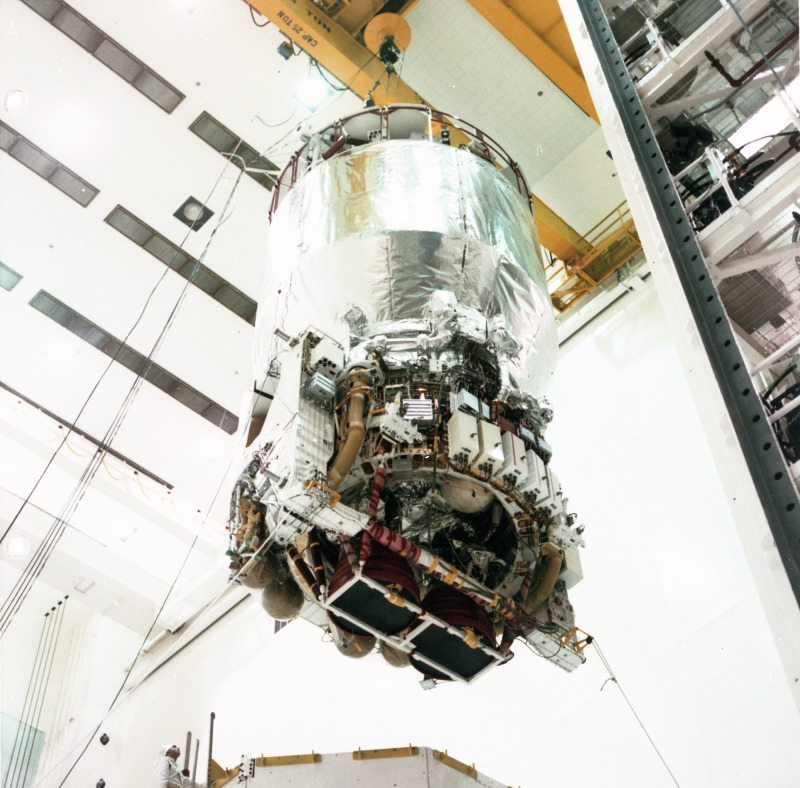
El Centaur G-Prime llega a la Instalación de Integración de Carga del transbordador en el Centro Espacial Kennedy.

El SC-1 fue luego trasladado al Centro Espacial Kennedy, donde se acopló con el CISS-1, que había llegado dos meses antes. El SC-2 y el CISS-2 siguieron en noviembre. La USAF puso a disposición su Instalación de Integración de Carga del transbordador en la Estación de la Fuerza Espacial de Cabo Cañaveral en noviembre y diciembre para que el SC-1 y el SC-2 pudieran procesarse al mismo tiempo. Se detectó un problema con el indicador de nivel de propelente en el tanque de oxígeno en el SC-1, que fue rápidamente rediseñado, fabricado e instalado. También hubo un problema con las válvulas de drenaje, que fue encontrado y corregido. El Shuttle-Centaur fue certificado como listo para el vuelo por el Administrador Asociado de la NASA Jesse Moore en noviembre de 1985.
El Centro Espacial Johnson se comprometió a levantar 65 000 libras (29 483,5 kg) pero los ingenieros en el Centro de Investigación Lewis eran conscientes de que era poco probable que el transbordador espacial pudiera levantar esa cantidad. Para compensar, el Centro de Investigación Lewis redujo la cantidad de propelente en el Centaur. Esto limitó el número de días de lanzamiento posibles a solo seis. Preocupado de que esto fuera demasiado poco, Nieberding dio una presentación a oficiales clave de gestión en la que argumentó a Moore a favor de que los motores del transbordador espacial se ejecutaran al 109%. Moore aprobó la solicitud sobre las objeciones de representantes del Centro de Vuelo Espacial Marshall y el Centro Espacial Johnson que estaban presentes.
Los astronautas consideraban las misiones Shuttle-Centaur como las más arriesgadas del transbordador espacial hasta ese momento, refiriéndose al Centaur como la «Estrella de la Muerte». El principal problema de seguridad que les preocupaba involucraba qué pasaría en caso de una misión abortada, un fallo de los sistemas del transbordador espacial para ponerlos en órbita. En ese caso, la tripulación descargaría el propelente del Centaur e intentaría aterrizar. Esto era una maniobra extremadamente peligrosa, pero también una contingencia extremadamente improbable (de hecho, una que nunca ocurriría en la vida del programa del transbordador espacial). En tal emergencia, todo el propelente podría drenarse a través de válvulas en ambos lados del fuselaje del transbordador espacial en 250 segundos, pero su proximidad a los motores principales y al sistema de maniobra orbital era una preocupación para los astronautas, quienes temían fugas de combustible y explosiones. El orbitador del transbordador espacial entonces tendría que aterrizar con el Centaur aún a bordo, y su centro de gravedad estaría más hacia atrás que en cualquier misión anterior.
Rick Hauck y John Young, este último astronauta y jefe de la oficina del programa del transbordador espacial, presentaron sus preocupaciones ante la Junta de Control de Configuración del Centro Espacial Johnson. Sin embargo, la junta determinó que el riesgo era aceptable. Ingenieros del Centro de Investigación Lewis, el Laboratorio de Propulsión a Chorro (JPL) y General Dynamics desestimaron las inquietudes de los astronautas sobre el hidrógeno líquido, argumentando que el propio transbordador espacial era impulsado por este combustible. Además, señalaron que, durante el despegue, el tanque externo del transbordador contenía 25 veces más combustible que el transportado por el Centaur. Sorprendido por la aprobación de la junta para el uso del Centaur, Hauck ofreció a su tripulación la posibilidad de renunciar a la misión con su respaldo, pero ningún miembro aceptó la oferta.

## Cancelación
El 28 de enero de 1986, el transbordador espacial Challenger despegó en la misión STS-51-L. A los 73 segundos de vuelo, una falla en uno de los cohetes impulsores sólidos desintegró al Challenger, causando la muerte de sus siete tripulantes. El desastre del Challenger fue, en ese momento, el peor accidente espacial en la historia de Estados Unidos. El equipo del Centaur, muchos de cuyos miembros presenciaron el suceso, quedó devastado. El 20 de febrero, Moore ordenó posponer las misiones Galileo y Ulysses, ya que demasiados especialistas clave estaban involucrados en el análisis del accidente para que ambas misiones pudieran continuar. No se cancelaron, pero el lanzamiento más próximo posible sería en trece meses. Mientras tanto, los ingenieros siguieron realizando pruebas, y la sonda Galileo fue trasladada a la Instalación de Procesamiento Vertical en el Centro Espacial Kennedy, donde se acopló al Centaur.
De las cuatro revisiones de seguridad requeridas para las misiones Shuttle-Centaur, tres se habían completado, aunque persistían problemas pendientes de las últimas dos. La revisión final estaba programada para finales de enero. Algunas mejoras de seguridad adicionales se habían incorporado a los Centaur Gs en construcción para la Fuerza Aérea de EE. UU. (USAF), pero no llegaron a los modelos SC-1 y SC-2 debido a plazos estrictos. Tras el desastre, se destinaron 75 millones de dólares (equivalentes a $254 millones en 2023) para mejoras de seguridad en el Centaur.
Aunque no tuvo relación con el accidente, el Challenger se desintegró justo después de aumentar su potencia al 104 %. Esto alimentó la percepción en los centros Johnson y Marshall de que alcanzar el 109 % era demasiado arriesgado. Al mismo tiempo, los ingenieros del Centro de Investigación Lewis sabían que las mejoras de seguridad en el transbordador probablemente añadirían peso. Sin el 109 % de potencia, parecía improbable que el transbordador pudiera elevar al Centaur. En mayo, se celebraron reuniones en el Centro de Investigación Lewis con ingenieros de NASA y la industria aeroespacial para discutir los problemas de seguridad del Centaur, concluyendo que era fiable y seguro. Sin embargo, en una reunión en la sede de NASA el 22 de mayo, Rick Hauck argumentó que el Centaur representaba un riesgo inaceptable. Una revisión del Comité de Apropiaciones de la Cámara, presidido por Boland, recomendó cancelar el Shuttle-Centaur. El 19 de junio, Fletcher canceló el proyecto. Esto se debió en parte a una mayor aversión al riesgo tras el desastre, pero también a la falta de recursos humanos y financieros para resolver los problemas pendientes del Shuttle-Centaur mientras se trabajaba en reanudar los vuelos del transbordador.
Se enviaron cartas de terminación a los centros de NASA y a los principales contratistas, como General Dynamics, Honeywell, Teledyne y Pratt & Whitney, emitiéndose más de 200 órdenes de suspensión de trabajo. La mayoría de las tareas finalizaron el 30 de septiembre, y todo el trabajo concluyó a fin de año. Permitir que las labores llegaran a su término preservó la inversión tecnológica. Los centros de NASA y los contratistas depositaron la documentación del proyecto en el Centro de Datos de Ingeniería Centaur de NASA entre septiembre y octubre de 1986, y la USAF adquirió el hardware de vuelo para usarlo con el Titan. NASA y la USAF habían invertido 472.8 millones de dólares (equivalentes a $1.110 millones en 2023) en el desarrollo del Shuttle-Centaur, y 411 millones (equivalentes a $969 millones en 2023) en tres conjuntos de hardware de vuelo. Cerrar el proyecto costó otros 75 millones (equivalentes a $177 en 2023), sumando un total de 959 millones de dólares (equivalentes a 2.260 millones en 2023).

## Legado

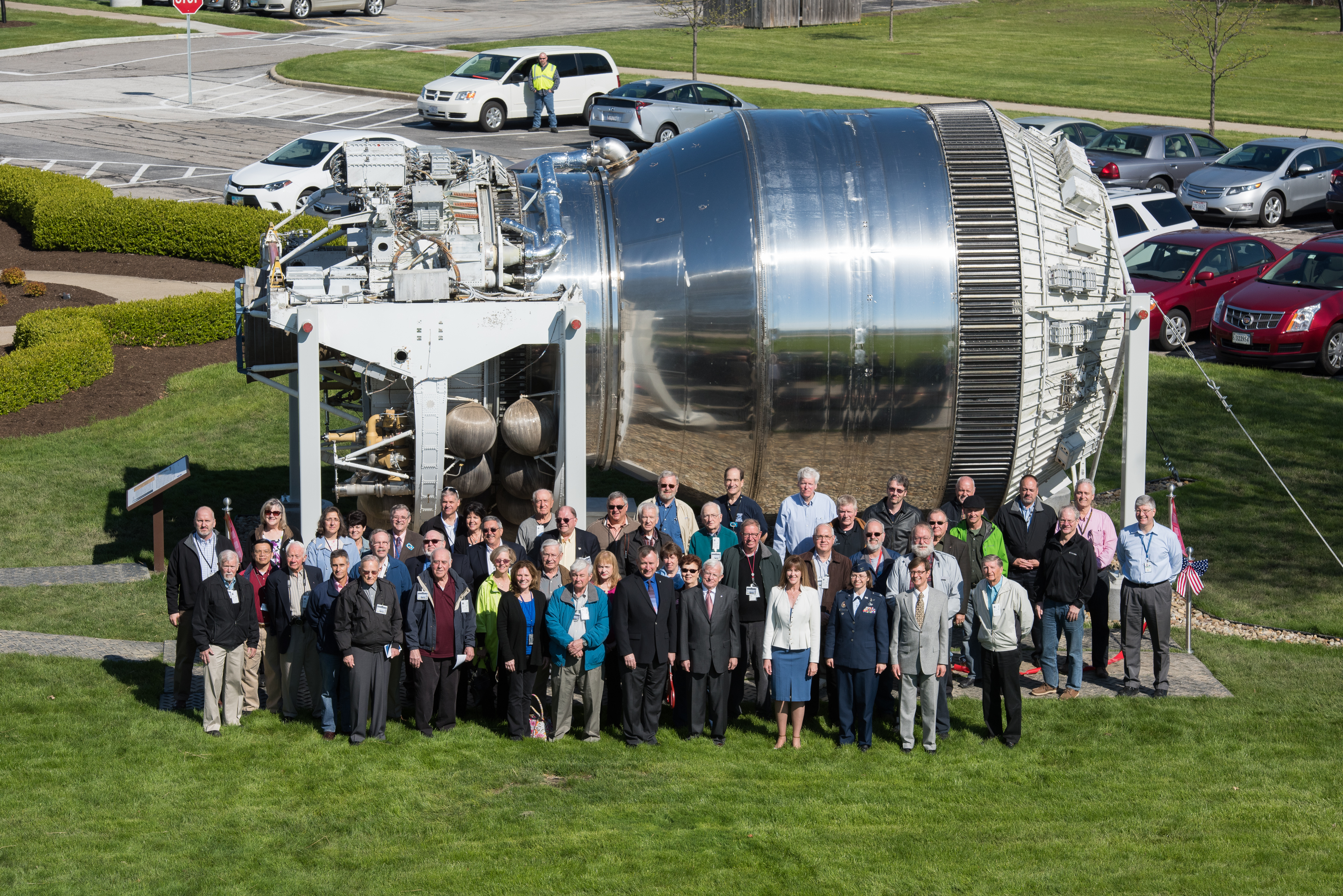
Ceremonia de dedicación en NASA Glenn para la exhibición del Centaur G-Prime. La directora Janet Kavandi está en la primera fila.

La sonda Galileo no fue lanzada hasta el 17 de octubre de 1989, en la misión STS-34, utilizando el IUS. El viaje a Júpiter tomó seis años en lugar de dos, requiriendo sobrevuelos por Venus y la Tierra dos veces para ganar velocidad. Este retraso puso en riesgo la misión. Cuando el JPL intentó usar la antena de alta ganancia de Galileo, se descubrió que estaba dañada, probablemente por vibraciones durante el transporte terrestre entre el JPL y el Centro Espacial Kennedy en tres ocasiones, o quizás por el lanzamiento brusco con el IUS. El daño en el recubrimiento anodizado de titanio y el lubricante seco pudo haber causado soldadura en frío en el vacío espacial, impidiendo desplegar la antena. Se recurrió a una antena de baja ganancia, reduciendo drásticamente los datos transmitidos.
Los científicos del proyecto Ulysses esperaron aún más; la nave fue lanzada el 6 de octubre de 1990 en STS-41, usando el IUS y el módulo de asistencia de carga útil.
La USAF combinó el Centaur G-Prime con el cohete Titan para crear el Titan IV, que voló por primera vez en 1994. En los siguientes 18 años, el Titan IV con Centaur G-Prime colocó 18 satélites militares en órbita. En 1997, NASA lo usó para lanzar la sonda Cassini-Huygens a Saturno.
Un Centaur G-Prime estuvo exhibido durante años en el U.S. Space & Rocket Center en Huntsville, Alabama. En 2016, se trasladó al Centro de Investigación Glenn de NASA (renombrado el 1 de marzo de 1999 desde Lewis Research Center) para dar espacio a una nueva exhibición al aire libre. Fue colocado oficialmente en exhibición el 6 de mayo de 2016, tras una ceremonia con cuarenta ex empleados de NASA y contratistas que trabajaron en el cohete treinta años antes, junto a figuras como la directora de Glenn, Janet Kavandi, el exdirector Lawrence J. Ross y la excoronel de la USAF Elena Oberg, exgerente de la misión Titan IV.